# Batraz
Batraz ou Batradz (en ossète : Батырадз, il correspond à Peterez chez les Tcherkesses, est un personnage central et grand guerrier parmi les légendaires Nartes, race héroïque de la mythologie ossète et d'autres mythologies du Caucase. Il est le fils de Xæmyc. Les légendes sur les Nartes sont très nombreuses et diverses selon les régions du Caucase d'où ils proviennent, ainsi il y a de fortes variations influant sur les traits du personnage de Batraz. Beaucoup de spécialistes estiment que l'épopée narte provient des Ossètes, et que leurs histoires se sont répandues chez les peuples voisins qui ont déformé selon leurs goûts les légendes et les personnages.

## Chez les Ossètes

### Naissance
La naissance de Batraz nous est connue grâce à différents récits qui se rejoignent sur les grandes lignes, mais diffèrent sur les détails. Le Narte Xæmyc (Khamyts) se voit offrir une fille en mariage mais il la cache aux autres Nartes puisqu'il a été prévenu qu'à la première insulte elle devra être renvoyée à ses parents. Mais un jour le rusé Syrdon l'insulte, alors elle est contrainte de partir. Toutefois, avant de partir elle crache ou souffle sur Xæmyc qui développe alors sur son dos un abcès, une tumeur ou autre excroissance qui contient l'embryon de leur fils, Batraz, qui naitra alors du corps de son père.
Une autre version fait de la femme de Xæmyc une magnifique « fille des eaux », fille du génie des eaux Donbettyr. Mais la fille mourrait à la lumière du Soleil, ainsi elle doit porter une carapace de tortue le jour. Syrdon, curieux de la voir sans son appareil se dissimule dans la chambre de Xæmyc et la voit alors sans sa carapace. Pendant que le couple dort, il prend la carapace et la jette au feu. Le lendemain matin, sans sa protection la fille meurt à la lumière du jour, mais a juste le temps de transmettre l'embryon de son fils dans une excroissance du dos de Xæmyc.
D'autres versions plus proches de la première font de la femme de Xæmyc une toute petite femme, parfois métamorphosée d'une grenouille, que Xæmyc garde dans sa poche. Lorsque Syrdon découvre ce fait, Xæmyc, de honte, est contraint de la renvoyer, mais pas avant qu'elle ne l'ait fécondée de Batraz[Quoi ?] par une excroissance dans le dos.

### Meurtre de son père
Dans les légendes ossètes du nord, Batraz appartient à la famille guerrière des Æxsærtægkatæ dont il est le plus fort représentant. Dès son enfance il excelle au tir à l'arc, humiliant ainsi par son talent la famille des riches Boratæ, dont il devient le principal rival. Lorsque Buræfærnyg des Boratæ instigue la mort de Xæmyc, père de Batraz, ce dernier se venge en décapitant son ennemi et ses sept fils, puis en torturant les femmes de ceux-ci. Cette nature extrêmement violente et persécutrice de Batraz fini par contraindre Dieu à intervenir en le faisant périr pour de bon. Dans une légende, les Nartes ont décidé de tuer leur vieux chef Uryzmæg. Satana prie dieu de lui envoyer Batraz pour empêcher cela, et ainsi le héros descend du ciel, massacre les Nartes et offre leurs oreilles coupées à Satana.
En revanche, chez les Ossètes du sud, la famille guerrière des Æxsærtægkatæ est fusionnée avec la famille des Boratæ, et l'adversaire de Batraz, Buræfærnyg, appartient à une autre famille. Buræfærnyg tente d'empoisonner sans succès Batraz, pour venger la mort de son fils. Buræfærnyg n'intervient pas dans d'autres mythes, dont le meurtre de Xæmyc et la vengeance qui s'ensuit.

## Mythologie comparée
Batraz correspond probablement à un ancien dieu tonnant de la mythologie indo-européenne,.
Le récit ossète a également été rapproché de la légende du roi Arthur. En particulier, le récit des derniers instants d'Arthur dans la Mort le roi Artu (début du XIIIe  siècle) « suit de manière saisissante la trame narrative de la mort » de Batradz : « Dans les deux cas, le héros mourant demande que son épée soit jetée dans un lac : ses compagnons tentent d’abord de garder l’épée, mais devant l’insistance du héros, ils doivent se résoudre à s’en défaire, provoquant un phénomène extraordinaire qui trouble la surface de l’eau (surgissement d’une main dans le cas d’Arthur, tourbillon et tempête dans le cas de Batradz). »

## Chez les autres peuples du Caucase
Chez les Tchétchènes et les Ingouches, Batraz correspond à Pataraz, et appartient à la famille des Orxustoy qui ici sont des héros démoniaques puissants opposés à Dieu et aux Njart (équivalents des Nartes ossètes). Pataraz n'a pas les mêmes traits de personnalité que chez les Ossètes, il n'est pas un personnage furieux et déchaîné, et possède parfois de bonnes intentions.